# Liste des présidents de l'Assemblée nationale (Tchad)
Pour un article plus général, voir Assemblée nationale (Tchad).
Cet article dresse la liste des présidents de l’Assemblée nationale tchadienne.
| Nom | Nom                            | Dates du mandat  | Dates du mandat | Parti | Législature (élection) | Notes |
| --- | ------------------------------ | ---------------- | --------------- | ----- | ---------------------- | --- |
| 1   | Nassour Guelengdouksia Ouaidou | 1er janvier 2002 | 23 juin 2011    | MPS   | IVe (2002)             | Premier ministre de 1997 à 1999, puis secrétaire général de la Communauté économique des États d'Afrique centrale de 2012 à 2013 |
| 2   | Haroun Kabadi                  | 23 juin 2011     | 21 avril 2021   | MPS   | Ve (2011)              | Premier ministre de 2002 à 2003                                                                                                  |
| 2   | Haroun Kabadi                  | 5 octobre 2021   | 4 février 2025  | MPS   | CNT (2021)             | Premier ministre de 2002 à 2003                                                                                                  |
| 3   | Ali Kolotou Tchaïmi            | 4 février 2025   |                 | MPS   |                        | |